# Веснино (Вологодская область)
Веснино — деревня в Вашкинском районе Вологодской области.
Входит в состав Васильевского сельского поселения, с точки зрения административно-территориального деления — в Васильевский сельсовет.
Расстояние по автодороге до районного центра Липина Бора — 15 км, до центра муниципального образования деревни Васильевская — 12 км. Ближайшие населённые пункты — Большой Двор, Гора, Логиново.
По переписи 2002 года население — 1 человек.